# Schollene
Schollene település Németországban, azon belül Szász-Anhalt tartományban. Lakosainak száma 1077 fő (2023. december 31.).

## Népesség
A település népességének változása:
| Lakosok száma | 1173 | 1179 | 1104 | 1095 | 1077 |
|               | 2017 | 2019 | 2021 | 2022 | 2023 |